# Lugrotrawlery typu B 17
Lugrotrawlery typu B 17 – polskie motorowe statki rybackie produkowane w latach 1955-1957 przez Stocznię Północną (Gdańsk) w liczbie 25 sztuk.
B 17, podobnie jak lugrotrawlery typu B 11, były statkami specjalnej konstrukcji, a główną przyczyną ich powstania był postulat uniwersalności połowowej. Miały łowić zarówno za pomocą włoków (jak trawlery), jak i za pomocą pławnic (jak lugry). Umożliwiło to dokonywanie wiosennych połowów dorsza na Bałtyku, a śledzia na Morzu Północnym w pozostałych okresach roku. Statki dostosowane były do solenia złowionych ryb w beczkach. Tonaż jednostek wynosił 183-185 RT brutto, długość 32 m, moc maszyn 300-390 KM (22 miały silniki Buckau-Wolf o mocy 300 KM, a pozostałe, ostatnie, silniki Mak o mocy 390 KM), a rozwijana prędkość dochodziła do 8-9 węzłów. Załoga liczyła 19 osób. Łowiły głównie na Morzu Północnym i Bałtyckim, rzadziej na Szelfie Celtyckim.
Kolejno oddawano do użytku następujące jednostki (nazwy głównie od polskiej awifauny): Mewa, Maskonur, Marabut, Myszołów, Makolągwa, Mornel, Mazurek, Mysikrólik (1955), Jaskółka, Jastrząb, Jarząbek, Jemiołucha, Gil, Głuszec, Gawron, Gołąb, Rybitwa, Rybołów, Raszka (1956), Raróg, Rokietniczka, Zięba, Żuraw, Zimorodek, Żołna (1957). Większość z nich została wycofana z polskiej floty rybackiej w początku lat siedemdziesiątych XX wieku,  niektóre wcześniej.
Wszystkie lugrotrawlery z serii «ptaszków» okazały się niezbyt udane technicznie, przede wszystkim mało stateczne, a cztery statki zatonęły. Również parametry połowowe nie były zadowalające - zarówno przy połowach włokami, jak i pławnicami osiągano rezultaty niższe od jednostek przystosowanych tylko do poszczególnych połowów jedną metodą. M.in. z tych powodów Birkuta przekazano już w 1953 (po roku eksploatacji) Morskiemu Instytutowi Rybackiemu, jako jednostkę badawczą. Do 1973 dwadzieścia statków zezłomowano, czternaście sprzedano poza granice Polski, a trzynaście przekazano na inne cele (badawcze, kontrolne, pomocnicze, a jeden nawet przerobiono na jacht żaglowy).
Wszystkie lugotrawlery początkowo należały do Dalmoru w Gdyni. Potem ich losy były różne - trafiały m.in. Odry (Świnoujście), Gryfu w Szczecinie, jak i Szkunera we Władysławowie (dwie sztuki). MT „Jarząbek” został zakupiony przez J. Sewarda Johnsona, właściciela firmy farmaceutycznej Johnson & Johnson i przebudowany w stoczni Gryfia na luksusowy jacht motorowo-żaglowy „Mazurka” dla jego żony Barbary Piaseckiej Johnson.